# Empire Awards 1997
La 2ª edizione degli Empire Awards, organizzata dalla rivista cinematografica inglese Empire,  si è svolta nel 1997, presso il Dorchester Hotel di Londra, e premiò i film usciti nel 1997.

## Vincitori
Miglior film 
- Seven, regia di David Fincher

 Miglior film britannico 
- Trainspotting, regia di Danny Boyle

 Miglior attore 
- Morgan Freeman - Seven

 Miglior attore britannico 
- Ewan McGregor - Trainspotting

 Miglior attrice 
- Frances McDormand - Fargo

 Miglior attrice britannica 
- Brenda Blethyn - Segreti e bugie (Secrets & Lies)

 Miglior regista 
- Terry Gilliam – L'esercito delle 12 scimmie (12 Monkeys)

 Miglior regista britannico 
- Danny Boyle - Trainspotting

 Miglior debutto 
- Ewen Bremner - Trainspotting

## Premi Onorari
- Lifetime Achievement Award: Freddie Francis

- Inspiration Award: il gruppo Monty Python